# Yōko Nogiwa

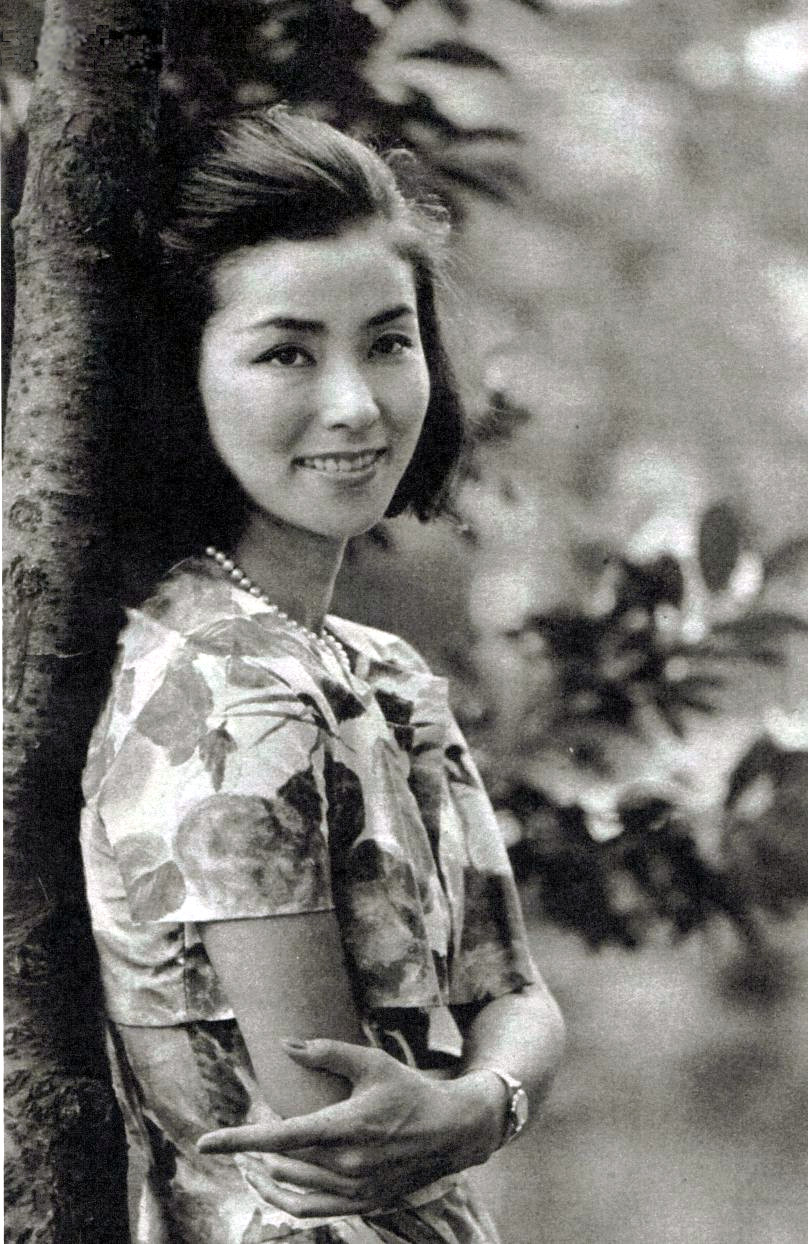
Yōko Nogiwa, 1963

Yōko Nogiwa (jap. 野際 陽子, Nogiwa Yōko; * 24. Januar 1936 in Ishikawa; † 13. Juni 2017 in Tokio) war eine japanische Schauspielerin.
Nogiwa besuchte die Rikkyō-Universität in Tokio. Von 1973 bis zur Scheidung 1994 war sie mit Sonny Chiba verheiratet. Sie starb am 13. Juni 2017 im Alter von 81 Jahren in Tokyo an Adenokarzinom der Lunge. Die Schauspielerin Juri Manase ist ihre Tochter.

## Filmografie (Auswahl)
- 1964: Samurai Vagabound (Kaze no bushi)
- 1971: Cop story (Deka monogatari)
- 1984: Eve in a Summer Dress (Natsufuku no Ibu)
- 1992: Distant Justice – Das Recht des Stärkeren (Distant Justice)
- 1994: Sweet home, TV-Serie
- 1996: Supermarket Woman (Supā no onna)
- 1997: Boku ga boku de aru tame ni, TV
- 1999: Salaryman Kintaro
- 2001: Everybody’s house (Minna no ie)
- 2002: Trick: The Movie